# Schloss Maurach

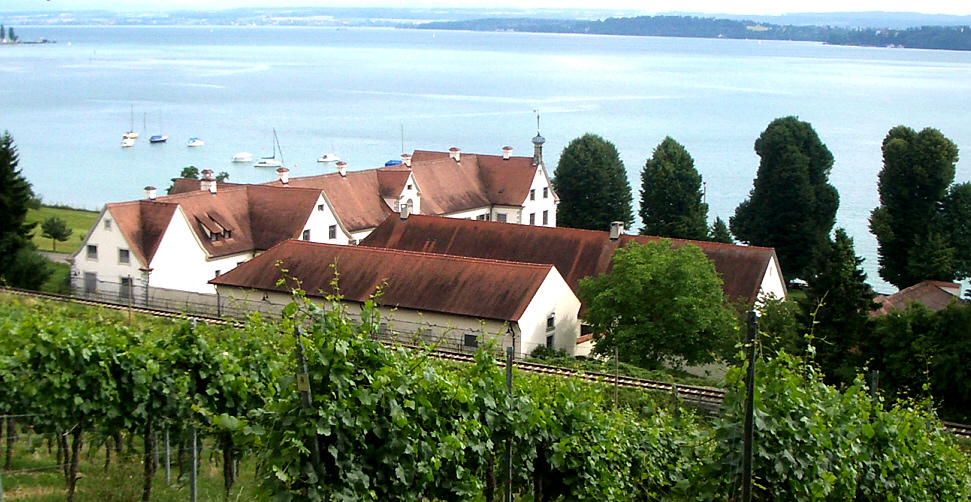
Schloss Maurach am Bodensee

Schloss Maurach ist ein Gebäudekomplex im Barockstil, der unterhalb der Wallfahrtskirche Birnau direkt am Ufer des Bodensees bei Uhldingen-Mühlhofen liegt. Durch den Hof des Schlosses verlief bis etwa 1950 die Bundesstraße 31. Die Bezeichnung „Schloss“ ist irreführend, denn es handelt sich nicht um eine Adelsresidenz, sondern um Nutzbauten (Stallungen) der ehemaligen Reichsabtei Salem.

## Geschichte

### Ursprünglich Gutshof des Klosters Salem

Luftbild Schloss Maurach

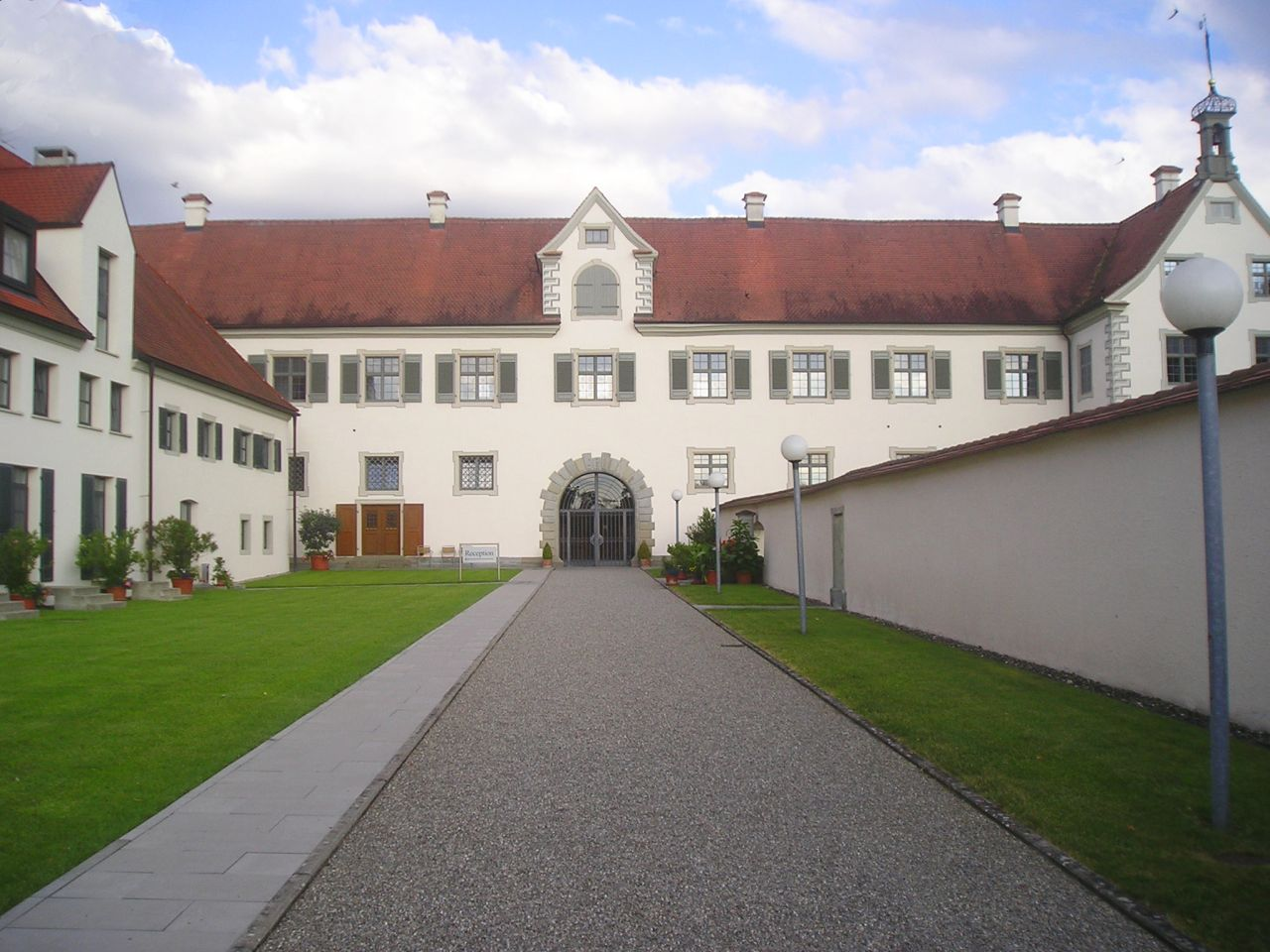
Nordwestseite, rechts die ehemalige Kapelle

Die ersten Wirtschaftsgebäude an dieser Stelle wurden 1155 erstmals urkundlich erwähnt. Sie dienten als Hofgut (Grangie) und Schiffsanlegestelle für das Kloster Salem. Der Ausbau zum heutigen repräsentativen Erscheinungsbild erfolgte nach 1722 unter dem Salemer Abt Stephan I. Jung. Der Gutshof umfasste nach dem Ausbau einen Wohnflügel, eine Kapelle, Wirtschaftsgebäude und einen Garten. Dort lebte auch das Personal, das die umliegenden Weinberge bewirtschaftete. Viele Äbte zogen Maurach als Sommerresidenz dem im Inland gelegenen Salem vor.
Das Kloster nutzte die Gebäude als Umschlagplatz für Waren, die direkt per Schiff angeliefert oder abgeholt wurden. Von Maurach führte der so genannte „Prälatenweg“ nach Salem, über den aber nicht nur die Äbte wanderten, sondern auch Waren transportiert wurden. Maurach spielte eine wichtige Rolle im Wirtschaftsleben der Abtei, denn hier musste für den Transport von Waren an den See kein Wegezoll entrichtet werden.

### Neuer Eigentümer: Zisterzienser
Durch die Säkularisation des Klosters 1804 fielen die Gebäude an die Markgrafschaft Baden. 1919 wurden sie von den Zisterziensern der Bregenzer Territorialabtei Wettingen-Mehrerau zusammen mit der Wallfahrtskirche Birnau gekauft.

### Tagungsstätte für Firmen und Kommunen
Nach einem Brand im Februar 1979 wurde das „Schloss“ an die L-Bank verpachtet und von 1985 bis 1992 durch den Karlsruher Architekten Heinz Mohl baulich modernisiert und erweitert.
Die Landeskreditbank versteht sich als Gastgeber und benutzt deshalb die Räumlichkeiten nicht für eigene Schulungen. Die Räumlichkeiten werden für Tagungen und Weiterbildungsveranstaltungen vermietet. Das Tagungshotel dient der Besinnung und Begegnung und ist nur für Kursteilnehmer zugänglich. Es verfügt über 25 einfache Zimmer.